# Zeldzame Ziekten Fonds
Stichting Zeldzame Ziekten Fonds is een fonds dat tot doel heeft aandacht en geld te werven voor kinderen en volwassenen met een zeldzame ziekte.
In Nederland wordt een ziekte zeldzaam genoemd als een ziekte bij minder dan 1 op de 2000 inwoners voorkomt. Naar schatting (2008) zijn er tussen de 5000 en 8000 verschillende zeldzame ziekten, of aandoeningen. Dat er een groot verschil zit in het geschatte cijfer komt doordat veel ziekten of aandoeningen niet voldoende kunnen of worden gedocumenteerd. Het doel van de stichting is het werven en ter beschikking stellen van fondsen ten behoeve van preventie, diagnose en behandeling van zeldzame ziekten.

## Bron
- Website Stichting Zeldzame Ziekten Fonds